# Panisopus pedunculata
Panisopus pedunculata är en kvalsterart som beskrevs av Keonike 1895. Panisopus pedunculata ingår i släktet Panisopus och familjen Thyasidae. Inga underarter finns listade i Catalogue of Life.